# Мак-Лафлін (марсіанський кратер)
Мак-Лафлін (англ. McLaughlin) — давній кратер у квадранглі Oxia Palus на Марсі, розташований на 21,9° північної широти й 22,5° західної довготи. Діаметр ≈ 90,92 км. Кратер було названо 1973 року на честь американського астронома Д. Б. Мак-Лафліна. «Марсіанський розвідувальний супутник» знайшов докази того, що вода вийшла з-під поверхні між 3,7 і 4 мільярдами років тому й залишалася досить довго, щоб утворити карбонатовмісні глинисті мінерали в шарах ґрунту. Кратер Мак-Лафліна один із найглибших кратерів червоної планети, що містить елементи Mg-Fe і карбонати, що, імовірно, утворилися в підземнім луговім озері. Такий різновид озера мав би велику біосферу мікроскопічних організмів.

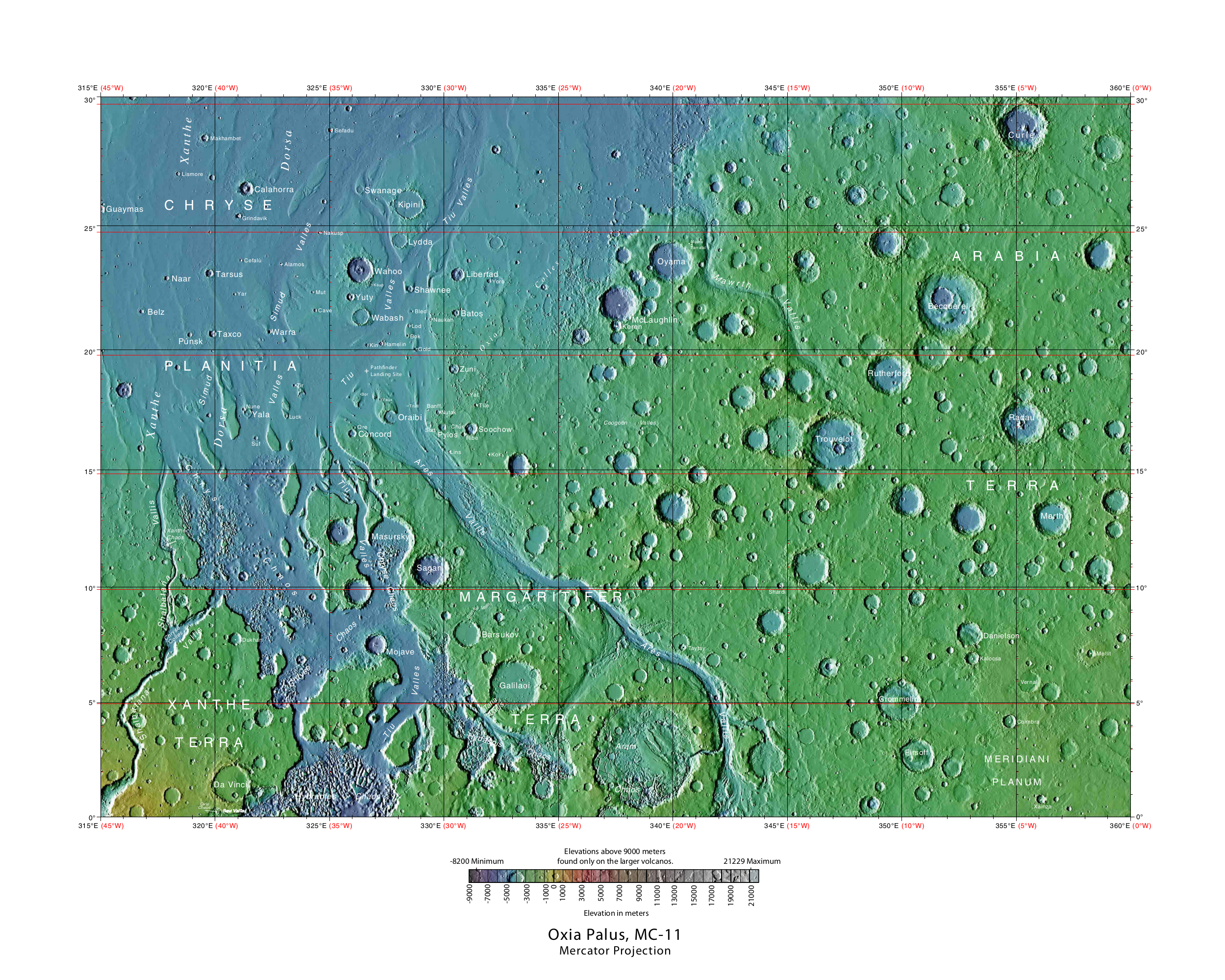
Квадрангл Oxia Palus.
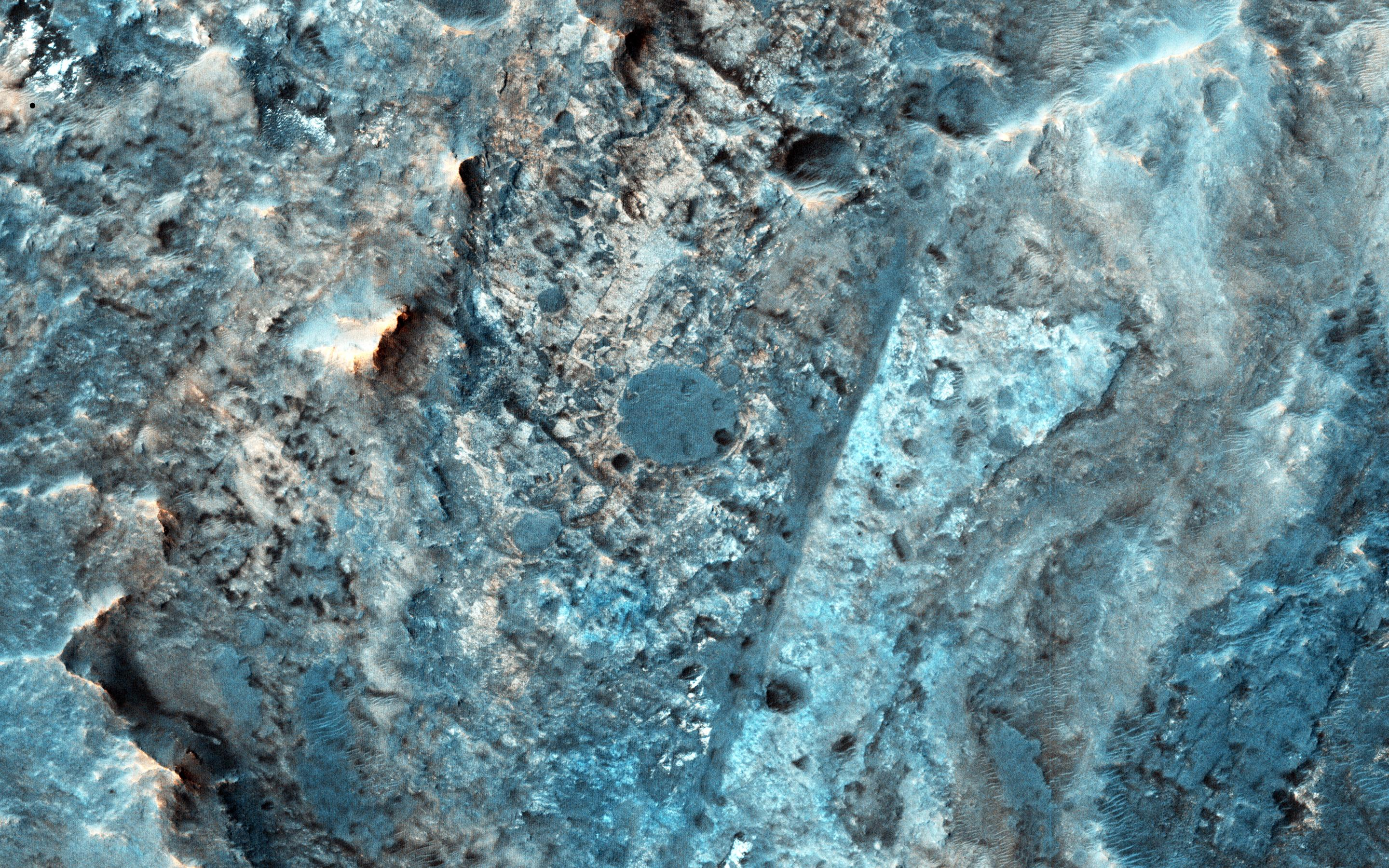
Кратер Мак-Лафліна, наближений знімок.